# Tome Vukmanov
Tome Vukmanov je bio istaknuti vjerski i kulturni radnik Hrvata u Bačkoj.
Bio je inicijatorom organiziranja katoličkih organizacija na području Bačke koja su snažno djelovala na nacionalno sazrijevanje hrvatske srednjoškolske i sveučilišne mladeži, a sve u duhu kršćanskih načela.
Kao takav bio je metom progona koju su sprovodile jugokomunističke vlasti nad Hrvatima i rimokatolicima. Ožujka 1948. je u Subotici osudilo 3 skupine od ukupno 27 katoličkih svećenika i aktivista, a lažno su optuženi da su pripadali "ustaškoj i križarskoj terorističkoj organizaciji" (među kojima su bili Mara Čović, Ivan Kujundžić, Vojislav Pešut, Alojzije Poljaković, i dr.). Bio je dijelom skupine u kojoj su 25. ožujka 1948. Vukmanov i još 6 osoba.